# Giovanni Rossi (football)
Pour les articles homonymes, voir Rossi et Giovanni Rossi.
Giovanni Rossi est un ancien footballeur italien né le 18 avril 1984 à Orzinuovi. Il évoluait au poste de défenseur.

## Carrière
- 2002-2003 :  US Cremonese
- 2003-2004 :  AC Carpenedolo
- 2004-2006 :  US Cremonese
- 2006- janv. 2008 :  Spezia 1906 Calcio
- janv. 2008-2011 :  US Cremonese[1]